# Miltochrista rosaria
Miltochrista rosaria är en fjärilsart som beskrevs av Butler 1877. Miltochrista rosaria ingår i släktet Miltochrista och familjen björnspinnare. Inga underarter finns listade i Catalogue of Life.